# Плавання фінікійців навколо Африки
21°05′38″ пн. ш. 7°11′17″ сх. д. / 21.09375° пн. ш. 7.1881° сх. д.
Плавання фінікійців навколо Африки — ймовірна подорож фінікійських мореходів навкруг Африканського континенту ініційована єгипетським фараоном Нехо II в 600 році до н. е.

## Джерела

Світ на думку Геродота.

## Аргументи за та проти
Найбільші суперечки у Геродота викликала частина звіту фінікійців, де описувалось положення сонця, ця частина є найсильнішим аргументом на користь плавання фінікійців. Огинавши Африканський материк з півдня і пересуватись при  цьому зі сходу на захід, фінікійські моряки спостерігали сонце на півночі. Це спостереження підтверджує, що фінікійці перетнули екватор і пливли водами південної півкулі.
В сучасній науці деякими вченими критикується версія описана Геродотом, до таких належить британський єгиптолог Алан Ллойд, він критикує думку про отримання інформації про положення сонця тільки практичним шляхом, ще він спирається на знання давнім грекам про географічні напрямки сонця над поверхнею Землі.